# Baia Sprie
Baia Sprie (în maghiară Felsőbánya, în trad. Baia de Sus, în germană Mittelstadt) este un oraș în județul Maramureș, Transilvania, România, format din localitățile componente Baia Sprie (reședința), Chiuzbaia și Tăuții de Sus, și din satul Satu Nou de Sus. Are o populație de 15.476 locuitori (2011). A fost unul dintre centrele miniere importante din Maramureș. O activitate minieră în regiunea localității este semnalată deja în epoca bronzului. Exploatarea aurului și argintului este amintită prin anii 1141 la colonizarea sașilor în regiune. În anul 1329 localitatea este atestată sub numele de Mons Medius. În anul 1774 este publicată prima cercetare științifică a exploatării de minereuri.

## Etimologie
Etimologia numelui localității: Baia (din subst. baie „exploatare minieră subterană; mină, ocnă” < lat. *bannea sau magh. bánya) + Sprie, derivat din adj. aspriu, asprie „cam aspru" (< aspru + suf. -iu, fem. -ie) prin căderea lui a- inițial, ca determinant al unui apelativ de genul luncă sau vale, înlocuit cu baia „mină" 

## Istorie
Numele vechi a localității este Baia de Sus.
Orașul Baia Sprie are un însemnat trecut istoric. Urme ale unor vetre de așezări omenești se regăsesc încă din secolele unu și doi, după Hristos. Orașul va fi atestat documentar relativ târziu într-o diploma din 1329, în timpul regelui maghiar Carol Robert care acordă locuitorilor primele privilegii.
Denumirea latină era Mons Medius ceea ce în traducere înseamnă Muntele Mijlociu. Din această perioadă orașul își leagă existența de minierit și de-a lungul secolelor va apărea în documente alături de Rivulus Dominarium, orașul Baia Mare de astăzi, ca oraș liber regal.
În anul 1360, îl găsim în documente cu numele de Montana Nostra, în 1348 sub numele de cetate Civitas Medio Montis, în 1390 sub denumirea de Felsőbánya, în 1406 din nou Civitas de Monte Medio, iar mai târziu în secolul XIX, în 1851 apare din nou sub numele de Felsőbánya.
Dacă Baia înseamnă mină, Spria vine de la latinescul asper care înseamnă aspru, adică cu alte cuvinte în Baia Sprie existau mine cu condiții aspre de exploatare. Bătrânii orașului spun că numele Spria provine de la o zeiță care a purtat acest nume. O dovada ar fi statuia acestei zeite situata in centrul vechi al orașului. Aceata a fost restructurata dupa varianta originala care a fost degardata de-a lungul timpului. Se mai spune ca aceasta zeita mai poate fi vazuta pe luciul lacului Albastru sera înainte de apusul soarelui.
În 1540,  călătorul german Jeorg Vagner  cercetează minele din Baia Mare și din restul regiunii având să consemneze următoarele : „La o depărtare de o milă de Baia Mare se află un alt orășel, în latinește Muntele Mijlociu, locuitorii căruia au depus jurământ de credință pentru majestatea regală, sunt toți băieși, originea este mai veche, sunt mineri mai pricepuți în practică și obicei. De cetatea Baia Mare aparțin 14 sate, două sunt ungurești, celelalte românești iar întemeietorii acestor localități au fost germanii”.
În anul 1564, un alt călător străin Giovan Gramo spune că : „Orașele sunt locuite de unguri, dar satele toate sunt lucuite de români”.
Chiar și marele umanist Nicolae Olahus avea să scrie : „Mai sus de râul Someș este orășelul Baia Mare, precum și Baia Sprie în jurul cărora sunt minele de aur și argint și de alte metale”.
Orașul Baia Sprie, așezat pe valea râului Săsar, la poalele munților Gutâi, are o suprafață de 91 km pătrați. Înzestrat cu un peisaj natural deosebit, a fost în secolele XVIII, XIX și stațiune turistică. Multă vreme minele din Baia Mare și Baia Sprie au reprezentat proprietatea reginei.
În anul 1411 cele două orașe sunt cedate de regele Sigismud lui Stefan Lazarevisc, despot sârb, în schimbul cetătii Belgradului, iar mai târziu în 1427 stăpan al orașului avea să devină Gheorghe Brancovisc. Numele ambilor stăpâni au lăsat gusturi amare locuitorilor din acele vremuri. Ei au asuprit locuitorii băștinași pentru îmbogățirea lor personală.
Domnia lui Iancu de Hunedoara, între anii 1446 - 1453, ca stăpân al ținutului, aduce și privilegii orășenilor. Acestor privilegii li se vor adăuga și altele, mai târziu de către regele Matei Corvin.
O serie de evenimente au adus amărăciune în rândul populației orașului:
- în 1460 prințul polonez Albert vandalizează orașul
- în 1562 turcii atacă locurile cu vehemență
- în 1589 orașul a fost incendiat aproape în întregime
- în 1690 orașul își cedează minele statului în schimbul scutirii de dări
- în 1710 din cauza epidemiei de pestă mor 580 de locuitori
- anul 1771 este marcat de invazia tătarilor
- în anul 1780 orașul a fost inundat de apă și  multe locuințe au fost distruse
- în 1782 are loc o invazie de lăcuste care a făcut mari stricăciuni recoltelor

Cu toate acestea, orașul a rămas viu. Bogățiile din adâncurile Dealului Minei au asigurat prosperitatea și refacerea pagubelor ivite.
Au fost perioade de înflorire dar și regrese marcate de scăderea populației. Conform primelor date rămase din timpul împărătesei Maria Tereza, populația a crescut de la 300 de locuitori la aproximativ 5000 de locuitori și a rămas constantă până la mijlocul secolului trecut.
Conscripțiile din 1778-1780 din timpul Mariei Tereza, consemnează starea socială a supușilor: „Populația numără 3.165 locuitori din care 214 meșteșugari, 1368 de mineri, fiecare familie avea câte 2 copii, 117 slugi, 7 instructori de școală, 5 preoți, 51 de săraci și cerșetori. În oraș mai existau croitori în număr de 19, negustori 14, măcelari 13, fierari 35, cizmari 36, pantofari 4, un cioplitor în lemn.”
Recensământul în limba germană din 1850, consemna în rubrica populației numărul de 5427 de locuitori, reprezentând 1336 de familii care locuiau în 993 de case. In ceea ce privește naționalitățile existente la acea vreme, maghiari erau 3800, români 1093, nemți 333, slovaci 140, iar rromi 40.

## Demografie
Componența etnică a orașului Baia Sprie
     Români (68,52%)
     Maghiari (11,67%)
     Romi (2,09%)
     Alte etnii (0,17%)
     Necunoscută (17,56%)
Componența confesională a orașului Baia Sprie
     Ortodocși (56,42%)
     Romano-catolici (12,05%)
     Penticostali (3,69%)
     Reformați (3,29%)
     Greco-catolici (2,75%)
     Martori ai lui Iehova (1%)
     Alte religii (2,22%)
     Necunoscută (18,57%)
Conform recensământului efectuat în 2021, populația orașului Baia Sprie se ridică la 14.329 de locuitori, în scădere față de recensământul anterior din 2011, când fuseseră înregistrați 15.476 de locuitori. Majoritatea locuitorilor sunt români (68,52%), cu minorități de maghiari (11,67%) și romi (2,09%), iar pentru 17,56% nu se cunoaște apartenența etnică. Din punct de vedere confesional, majoritatea locuitorilor sunt ortodocși (56,42%), cu minorități de romano-catolici (12,05%), penticostali (3,69%), reformați (3,29%), greco-catolici (2,75%) și martori ai lui Iehova (1%), iar pentru 18,57% nu se cunoaște apartenența confesională.
|  | Graficele sunt indisponibile din cauza unor probleme tehnice. Mai multe informații se găsesc la Phabricator și la wiki-ul MediaWiki. |

Date: Recensăminte sau birourile de statistică - grafică realizată de Wikipedia

## Politică și administrație
Orașul Baia Sprie este administrat de un primar și un consiliu local compus din 17 consilieri. Primarul, Sebastian Alin Bîrda[*], de la Partidul Național Liberal, este în funcție din iunie 2017. Începând cu alegerile locale din 2024, consiliul local are următoarea componență pe partide politice:
|  | Partid                                 | Consilieri | Componența Consiliului | Componența Consiliului | Componența Consiliului | Componența Consiliului | Componența Consiliului | Componența Consiliului |
|  | -------------------------------------- | ---------- | ---------------------- | ---------------------- | ---------------------- | ---------------------- | ---------------------- | ---------------------- |
|  | Partidul Național Liberal              | 6          |                        |                        |                        |                        |                        |                        |
|  | Partidul Social Democrat               | 4          |                        |                        |                        |                        |                        |                        |
|  | Alianța pentru Unirea Românilor        | 2          |                        |                        |                        |                        |                        |                        |
|  | Uniunea Democrată Maghiară din România | 2          |                        |                        |                        |                        |                        |                        |
|  | Uniunea Salvați România                | 2          |                        |                        |                        |                        |                        |                        |
|  | Partidul Puterii Umaniste              | 1          |                        |                        |                        |                        |                        |                        |

## Arii naturale protejate (de interes național)
- Rezervația Lacul Albastru, format în urma surpării unor lucrări miniere de pe filonul Domnișoara (1919-1920);
- Rezervația fosiliferă Chiuzbaia (Legea 5/2000).

## Cultură
Încă din secolul al XVII-lea în Baia Sprie există un centru de ceramică, alcătuit din bresle de olari. În 1780 în oraș erau 50 de olari, ca după aproape 160 de ani, în anul 1938 numărul acestora să scadă la 7. Aceștia locuiau pe strada Olarilor, stradă ce-și păstrează denumirea și astăzi. Prelucrarea lutului și tehnica modelării vaselor nu se deosebește mult de tehnica celorlalte centre de ceramică din țara. Ca elemente de decor, predomină formele geometrice și cele vegetale. Centrul de ceramic de la Baia Sprie se incadrează în familia ceramicii zmălțuită și nezmălțuită.

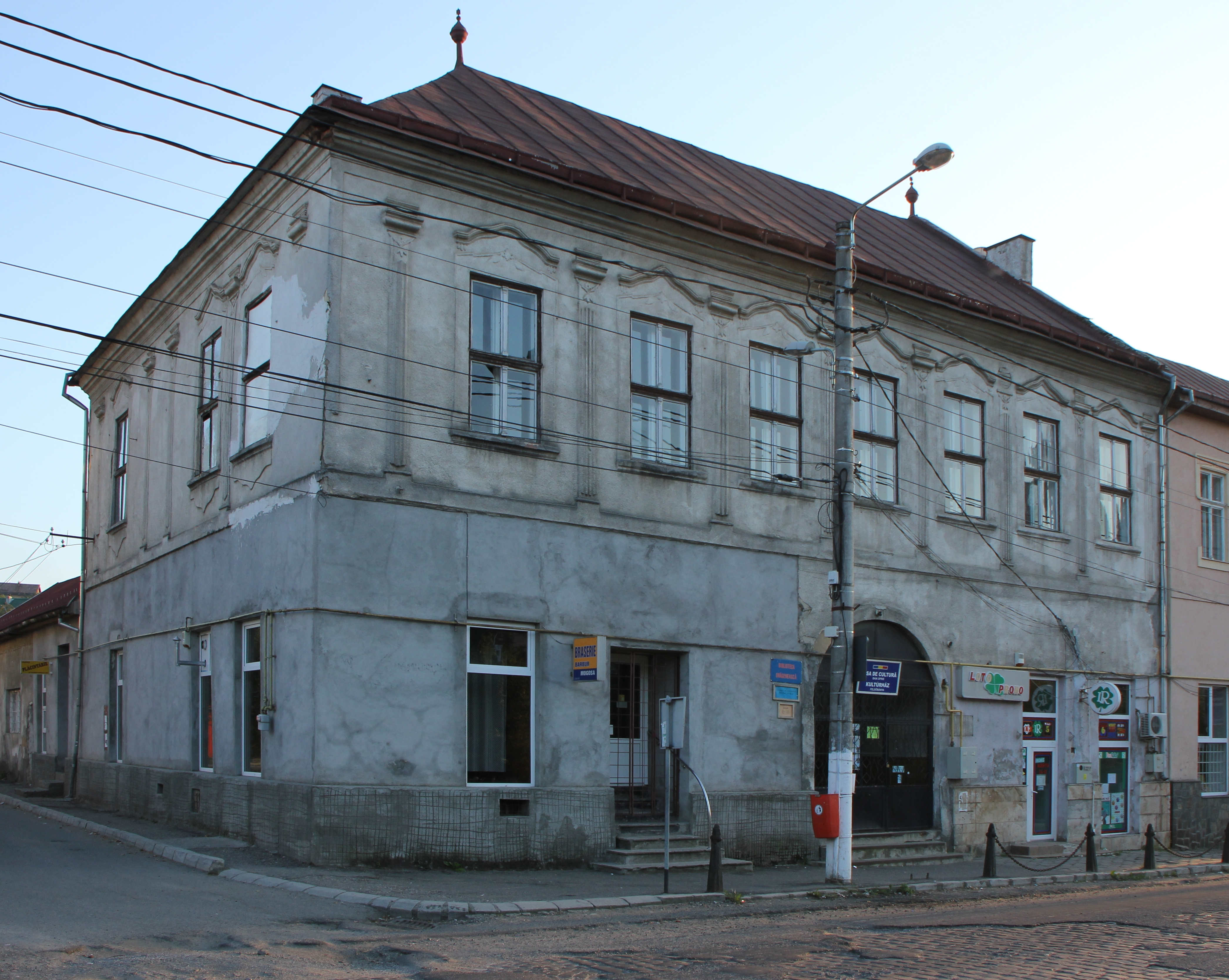
Hotel „Corona”, clădire-monument istoric construită în perioada 1890-1909.

În Baia Sprie se află și astăzi casa în care a pictat între anii 1932 - 1960 unul dintre cei mai de seamă reprezentanți ai școlii băimărene de pictură, Aurel Popp. Prieten cu Ady Endre și Nicolae Tonitza, Aurel Popp a adus cu el în oraș de-a lungul timpului mulți prieteni pictori de seamă ai vremii. Aurel Popp devine mesagerul unei arte profund realiste și umaniste, pictând aspecte din munca și viața grea a minerilor din Baia Sprie.
Sub egida Astra, în anul 1922, vechea școală confesională greco-catolică a primit destinația de Casă Națională, pentru activități culturale. Sunt inițiate cursuri de alfabetizare a adulților, se deschide o bibliotecă care astăzi numără peste 20000 de volume. Personalitățile care se remarcă în acea perioadă sunt : Atanasie Lupan, sprijinător al învățământului românesc și Dumitru Alexandrescu, președinte al cercului cultural.
În ultimii ani în Baia Sprie au poposit nume de seamă ale culturii contemporane ; pictorul Nicolae Apostol – profesor de desen in oraș, scriitorii Marian Ilea și Adrian Otoiu, profesorul Grigore Man , personalități culturale ce și-au legat o bună parte din viata și activitate de cest oraș.
Începând cu data de 15 august 1997, orașul Baia Sprie are la granița dintre centrul vechi și centrul nou o statuie numită „Minerul” realizată de sculptorul Adi Joseph. Personaj pitoresc, aproape boem, a creat o lume fascinantă din lenm, pe care a insuflețit-o cu harul și talentul său în peste 40 de altare în biserici și mănăstiri din România. Sculptor de o deosebita valoare Adi Joseph lasă în urma sa și această minunată operă închinată minerilor din orașul Baia Sprie.
Din 1876 există la Baia Sprie există și o fanfară a minerilor, care în zilele de sărbătoare evolua pe străzile orașului. Aceasta și-a desfașurat activitatea neîntrerupt până în prezent.

## Geologie
Din punct de vedere geologic predomină în regiune rocile sedimentare marine din perioada terțiară, cu incluziuni vulcanice de piroclastite din munții Gutâiului. Aceste roci vor fi in perioada miocenă și pliocenă (înainte cu 9,3 - 65 milioane de ani) în estul și vestul regiunii printr-o ruptură tectonică întrerupte cu zone de vulcanite (dacite și andezite).

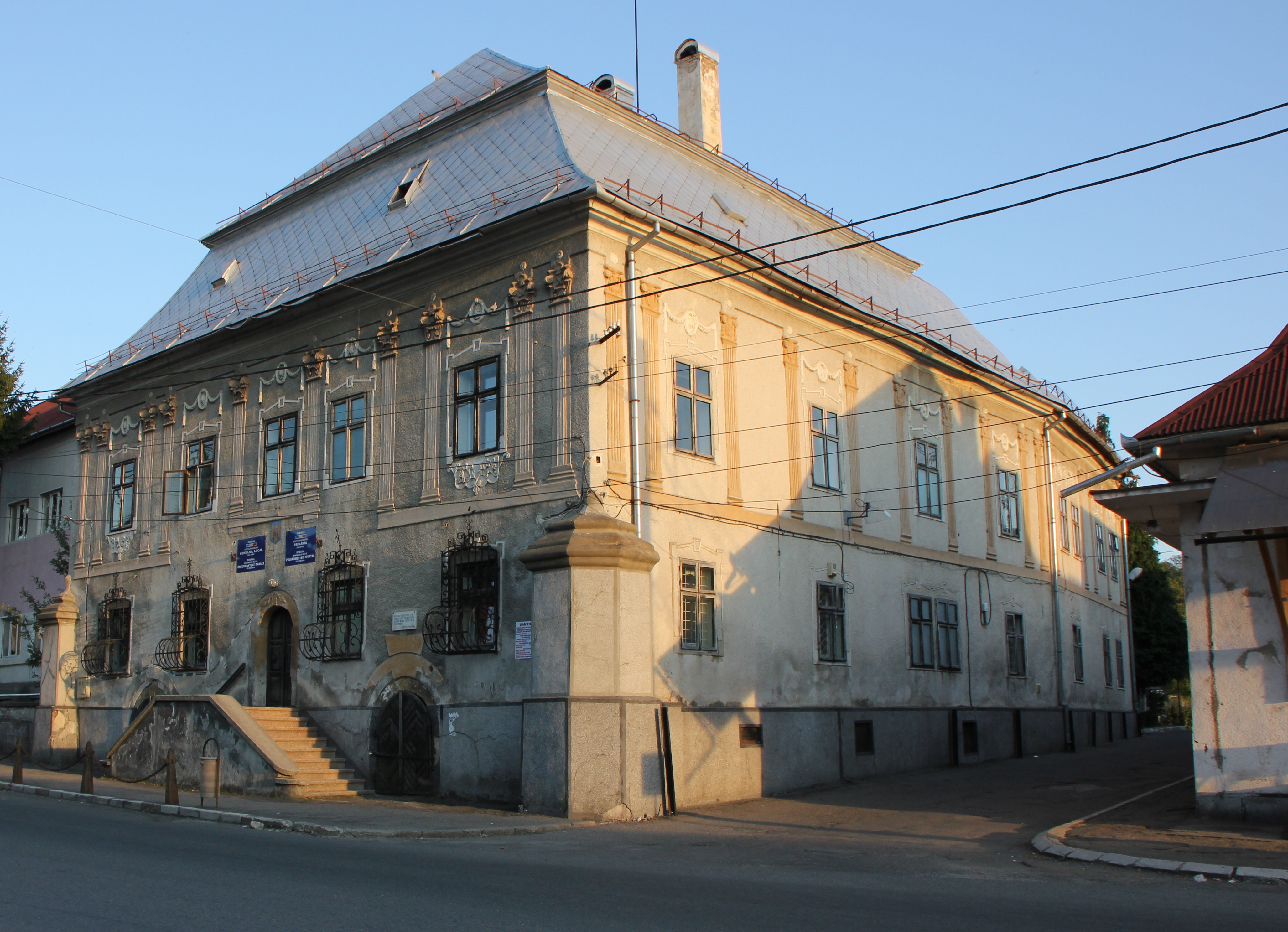
Fostul sediu al Oficiului Minelor, astăzi primăria Baia Sprie

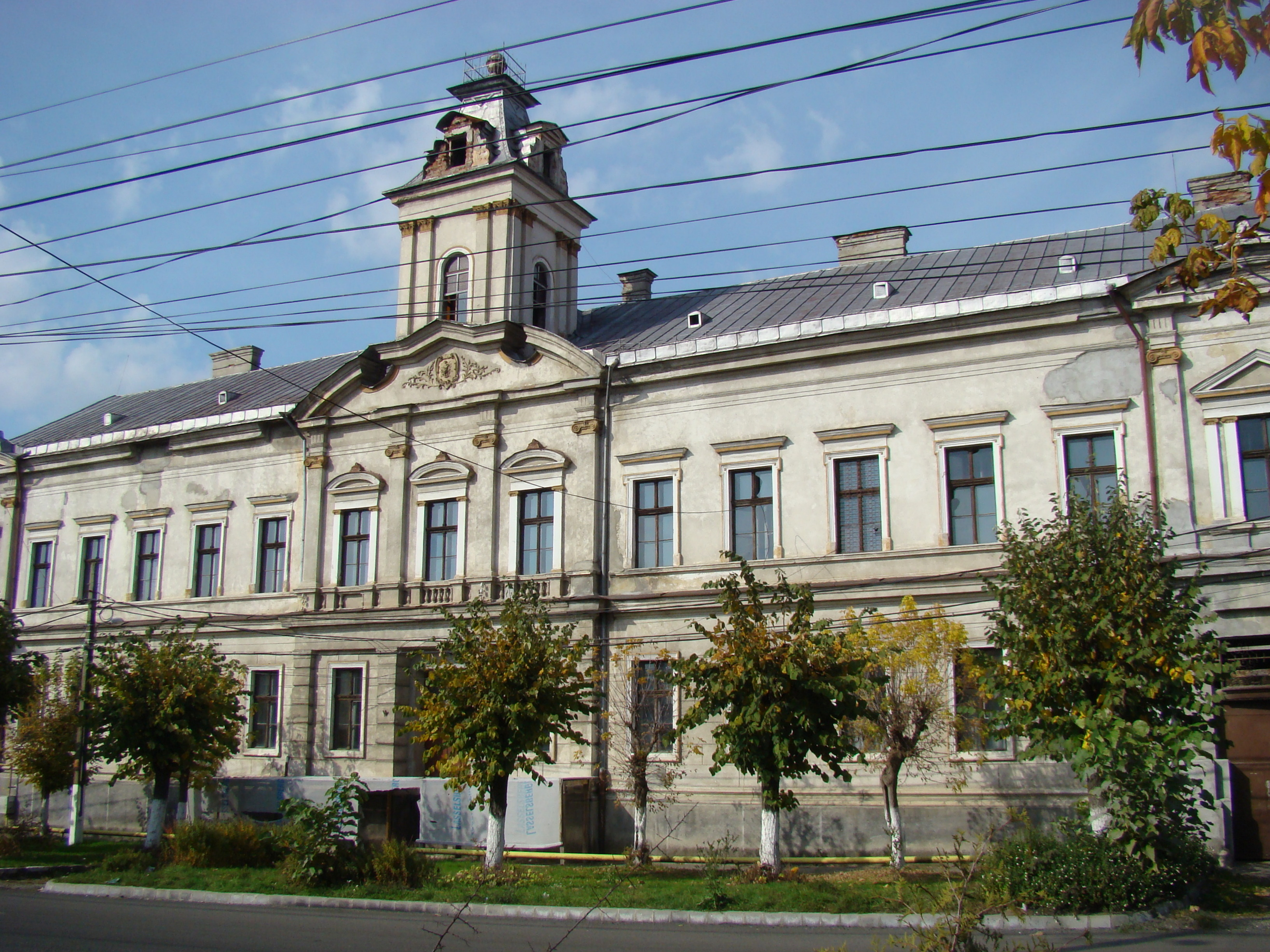
Școala gimnazială nr. 1, clădire-monument istoric

Principalele filoane de minereu sunt 
- Filonul principal, situat pe direcția est- vest, la o altitudine de 729 m, având o cădere spre nord de 75 - 90 grade, cu o lungime de 2.200 m, o lățime de 6 m, atingând în unele zone 20 m lățime, iar o adâncime de 1000 m, ramificându-se în filoane secundare.
- Filonul nou caracterizat printr-o zonare clară după adâncime a mineralelor compomnente. Aproape de suprafață fiind mineralele predominante cu aur și argint, spre adâncime crește conținutul minereului în polimetale neferoase de plumb, zinc și cupru, acesta din urmă fiind exploatat la adâncimea cea mai mare.

Prin măsurători geotermice a cuarțului hidrotermal s-a stabilit o temperatură între 305 - 180 de grade Celsius.

Felul mineralelelor din această zonă se cifrează la un număr de 90, care se bazează pe structura chimică a mineralelor principale: 
- Andorit (AgPbSb3S6),
- Dietrichit [(Zn, Fe, Mn)Al2(SO4)4×22H2O]
- Felsöbanyait [Al4(SO4)(OH)11×5H2O]
- Klebelsbergit [Sb4O4(OH)2SO4]
- Szmikit (MnSO4×H2O)
- Semseyit (Pb9Sb8S21)
- Pirită (FeS2)
- Realgar (As4S4)

## Monumente istorice
Centrul istoric al orașului (secolele XVIII-XIX);
Casa de lemn Csaszi (1754);
Biserica Adormirea Maicii Domnului (1793);
Capela Calvaria (secolul XVII);
Hotel Corona (1890-1909);
Sediul Oficiului minelor (azi, sediul Primăriei) (1733);
Biserica reformată (1889-1890);
Biserica romano-catolică Sf. Maria (1846-1858);
Școala Generală nr. 1 Baia-Sprie (1880).
Biserica romano-catolică din Tăuții de Sus
Biserica de piatră „Sf. Apostoli Petru și Pavel” din Tăuții de Sus
Biserica Sfinții Arhangheli Mihail și Gavriil din Satu Nou de Sus

## Personalități
- Márton Csausz (1796 - 1860), medic, profesor universitar;
- Károly Sasku (1806 - 1869), jurist, traducător;
- József Lugossy (1812 - 1884), lingvist, orientalist, academician;
- József Gábor (1830 - 1900), viticultor;
- Hümér Hültl (1868 - 1940), chirurg;
- Dezső Hültl (1870 - 1946), arhitect;
- Alfréd Iosif Mazalik (n. 1927), jurnalist, politician;
- Ion Babici (n. 1935), istoric;
- Gavril Iosif Chiuzbaian (1945 - 2014), jurist, politician;
- István Bónis (n. 1951), politician;
- Onisim Colta (n. 1952), pictor, scenograf și profesor universitar;
- Dănuț Șomcherechi (n. 1973), fotbalist;
- Claudia Cetățeanu (n. 1976), handbalistă.

## Imagini

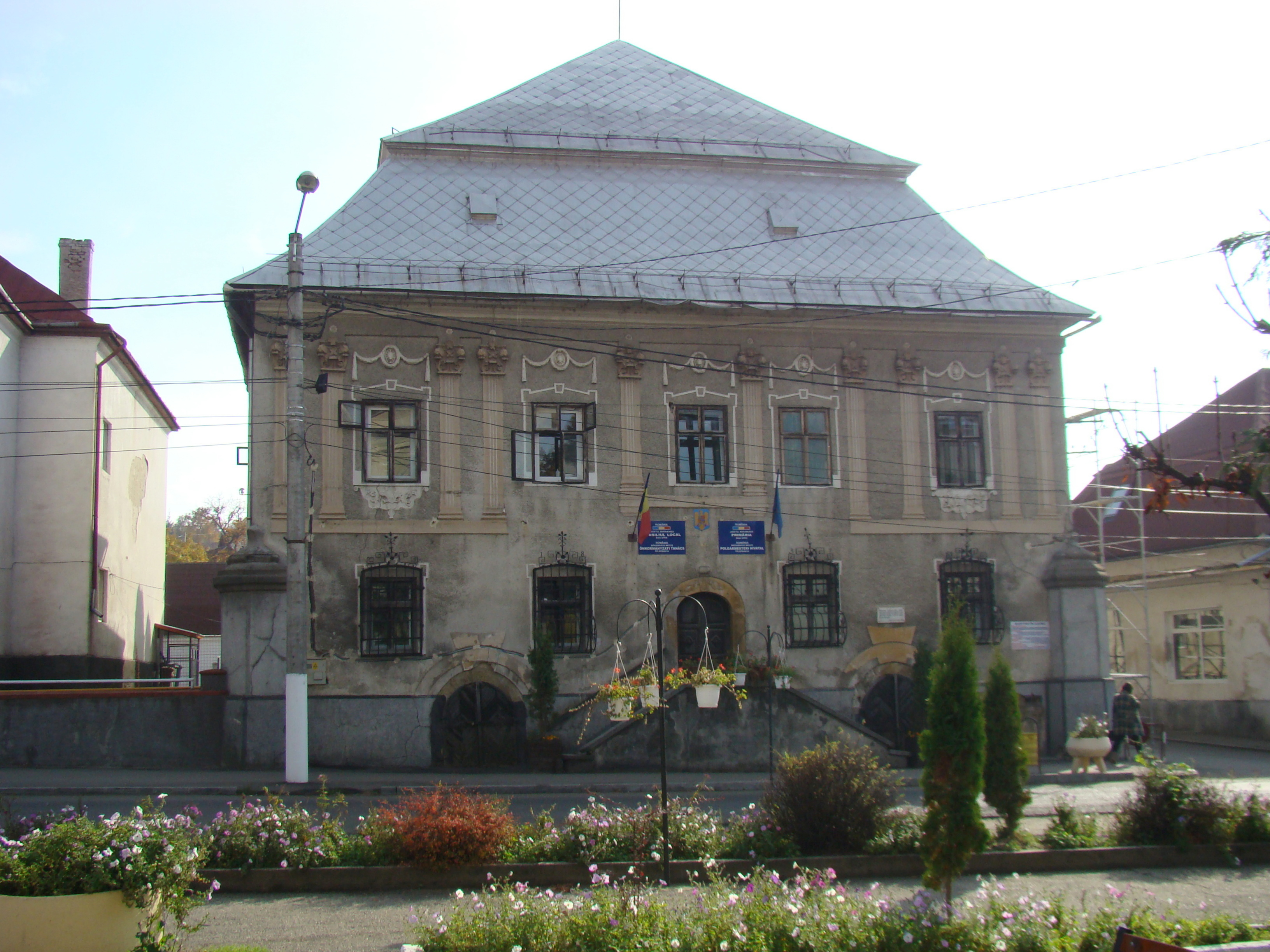
Primăria (monument istoric)
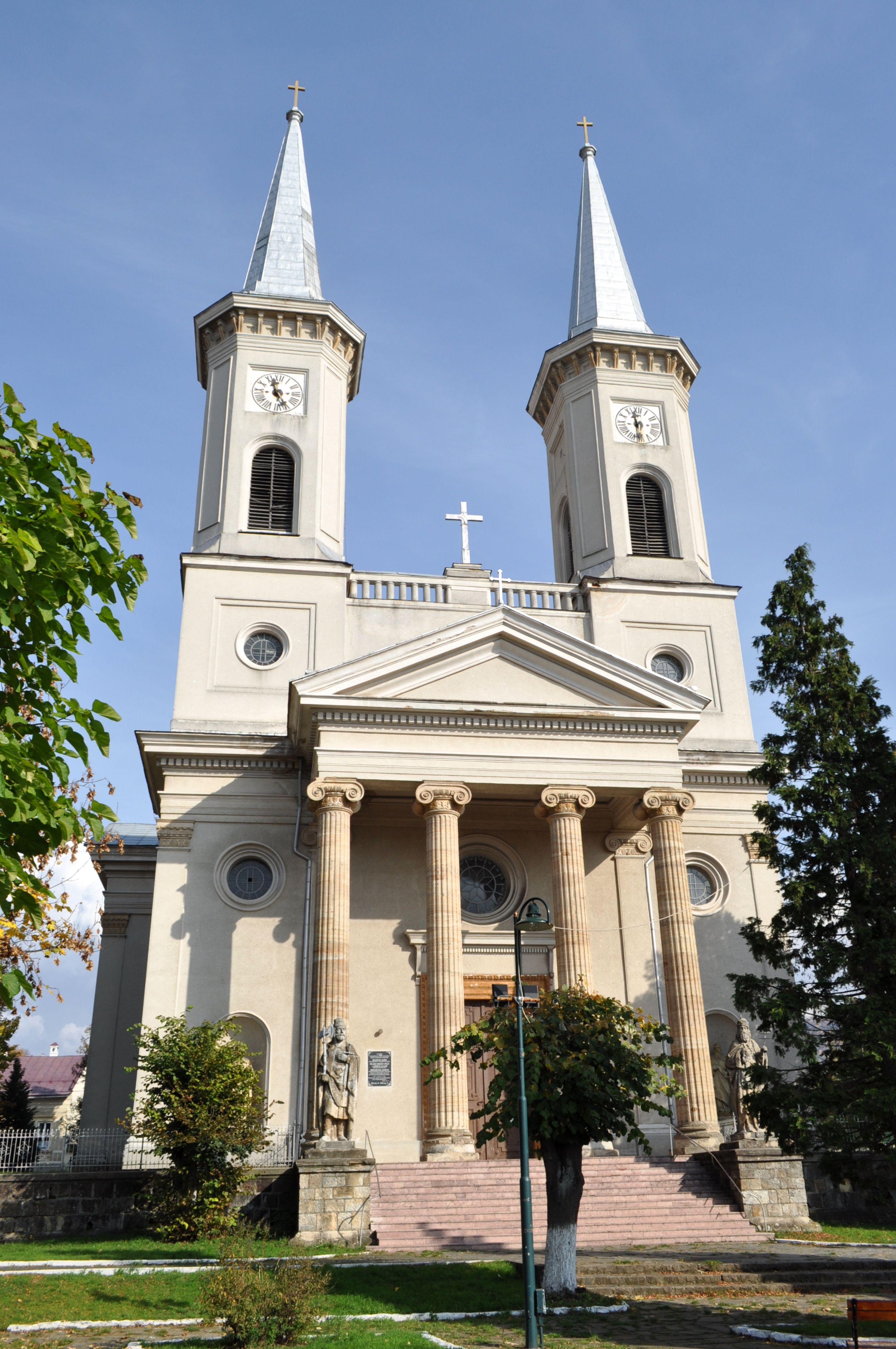
Biserica romano-catolică (monument istoric)
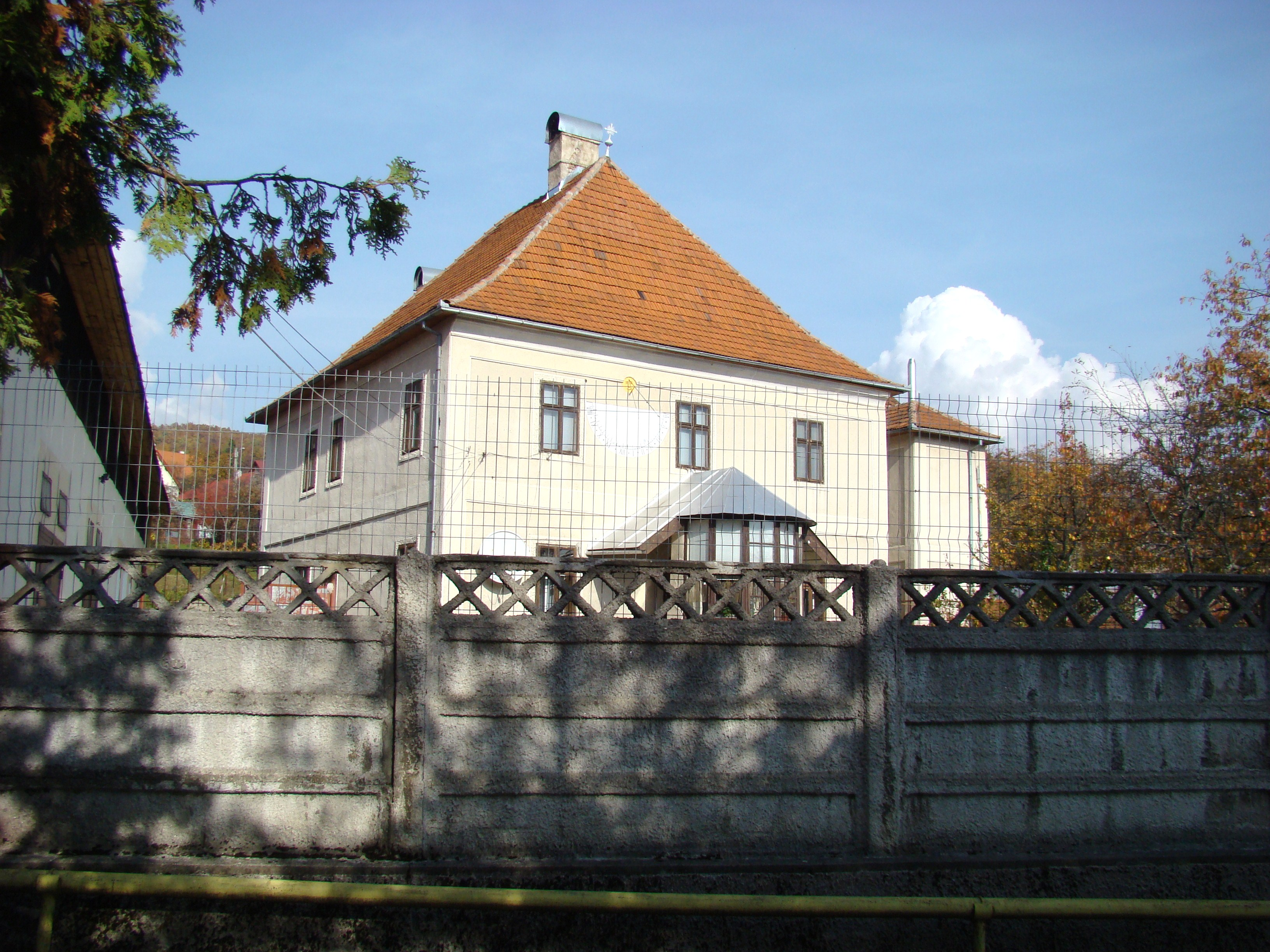
Casa parohială a bisericii romano-catolice (monument istoric)
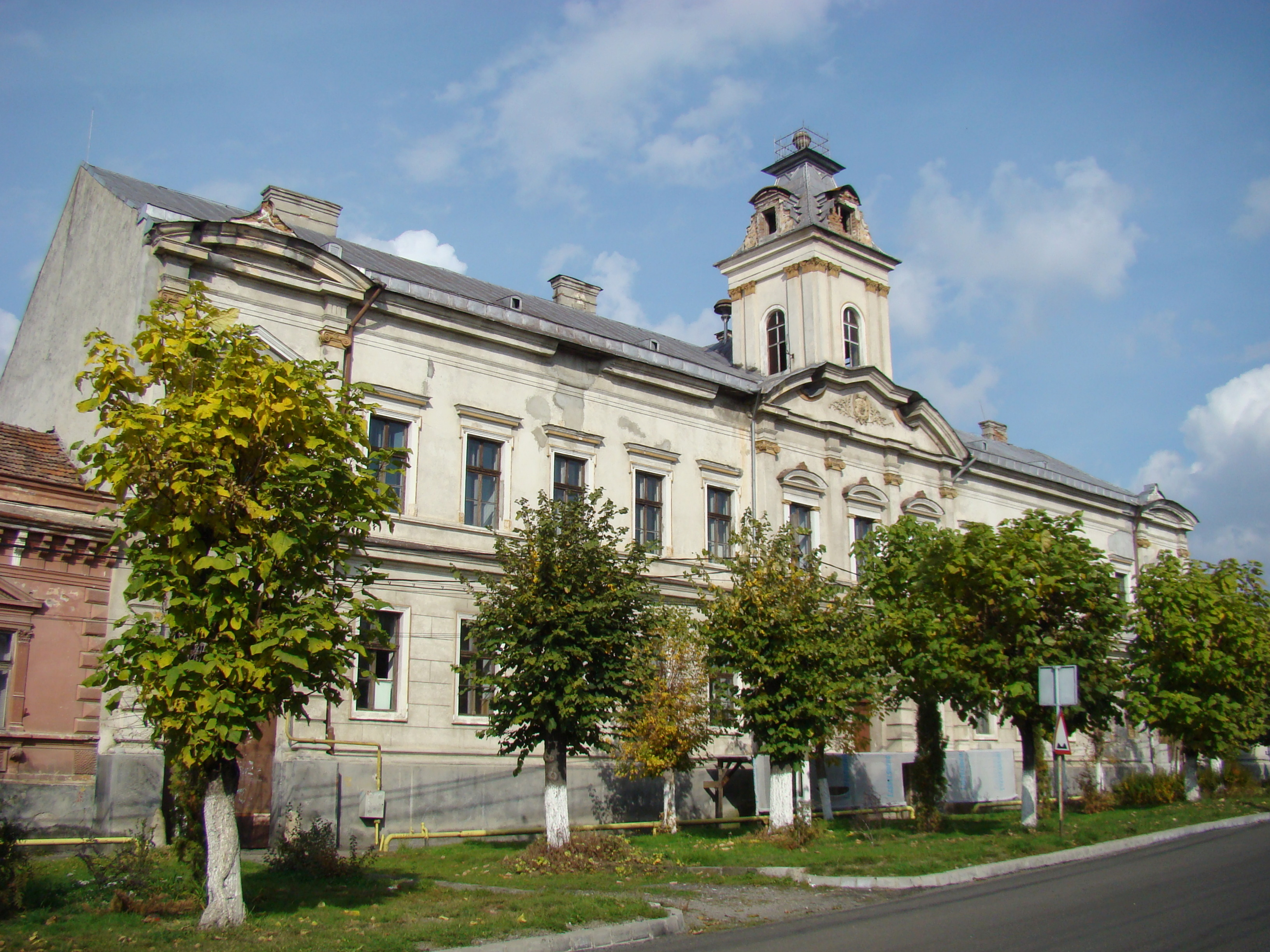
Școala generală nr. 1 (monument istoric)
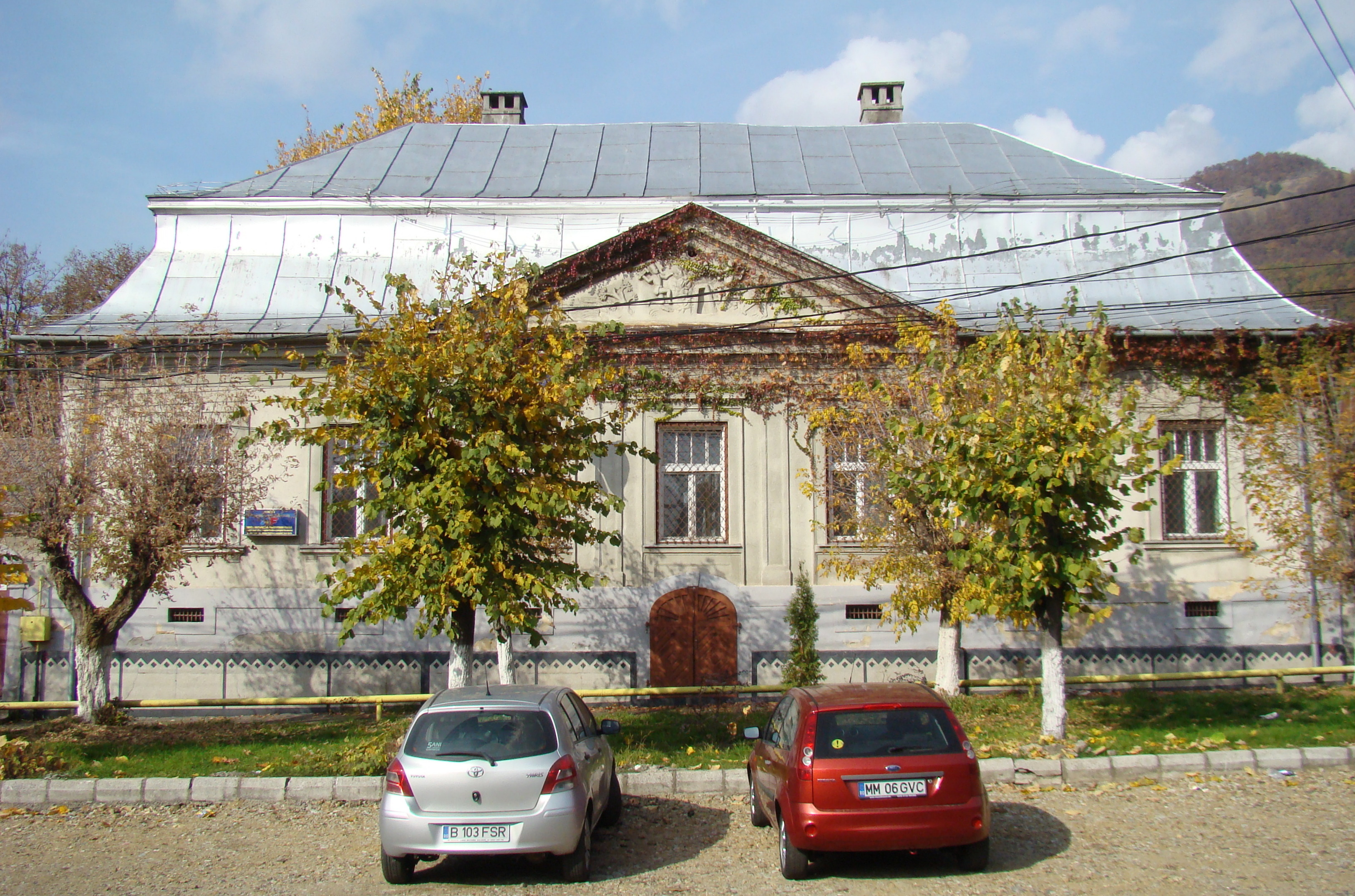
Casa Stancsek (monument istoric)
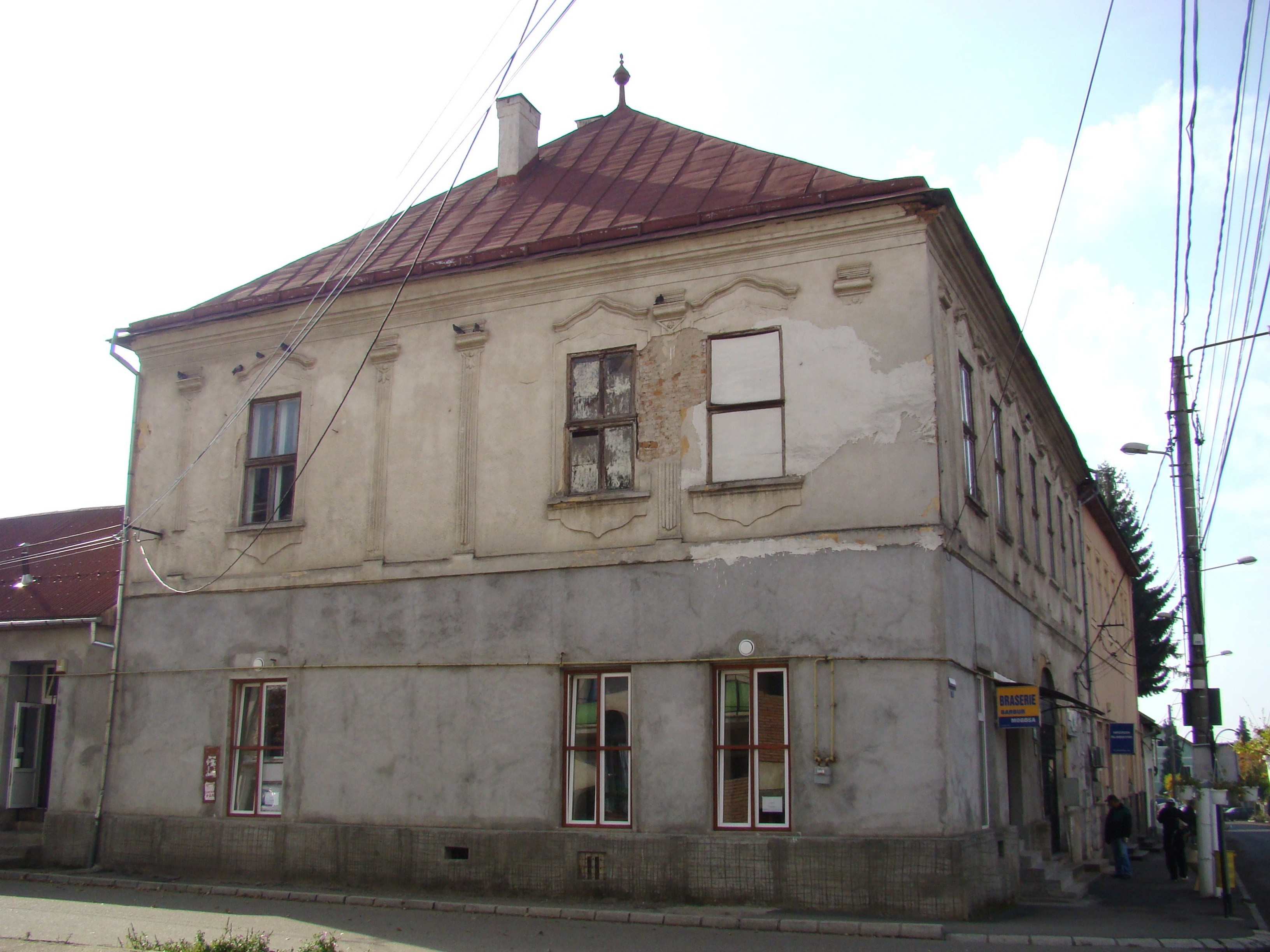
Hotel Corona (monument istoric)
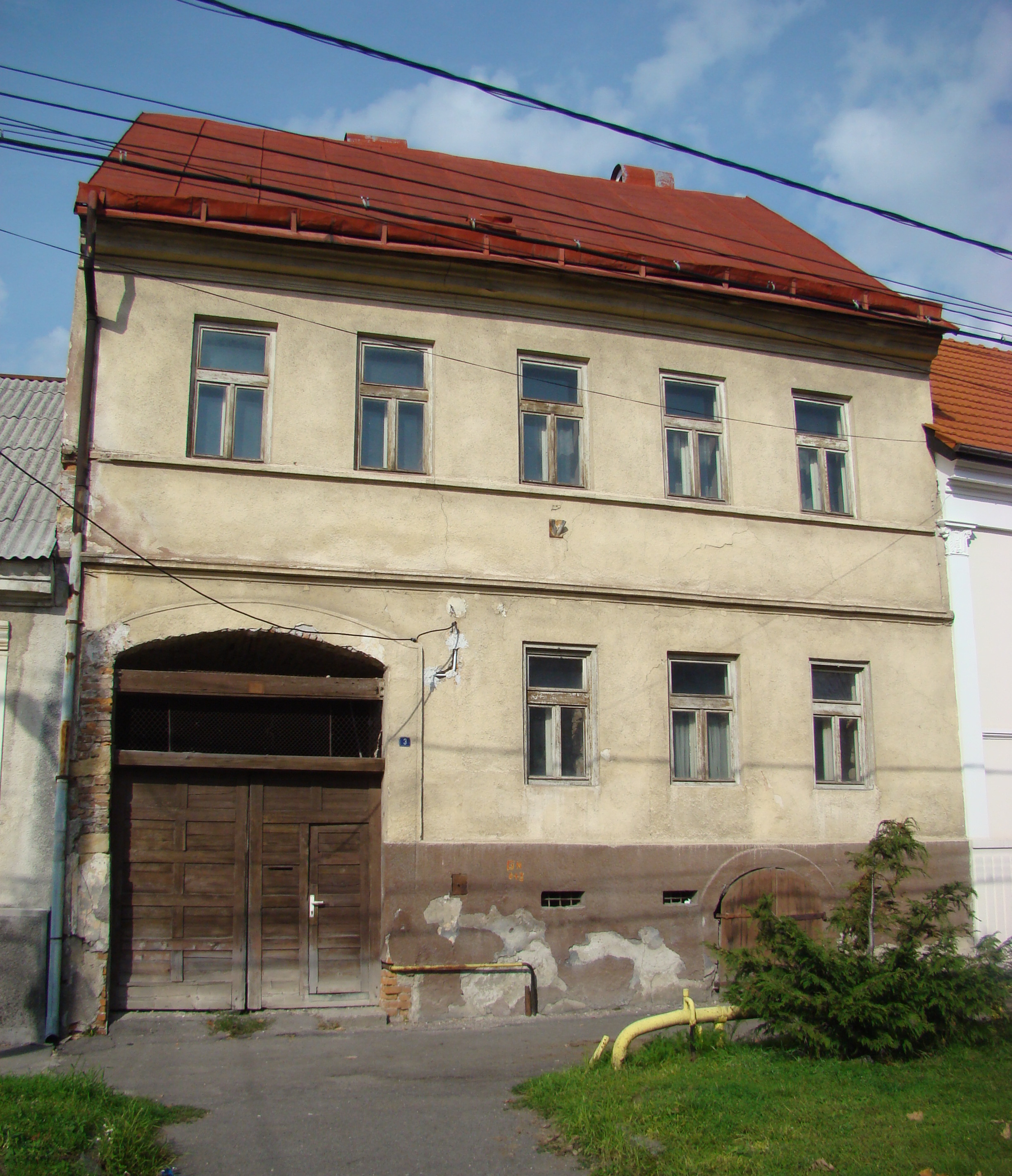
Casa Ceauș (monument istoric)
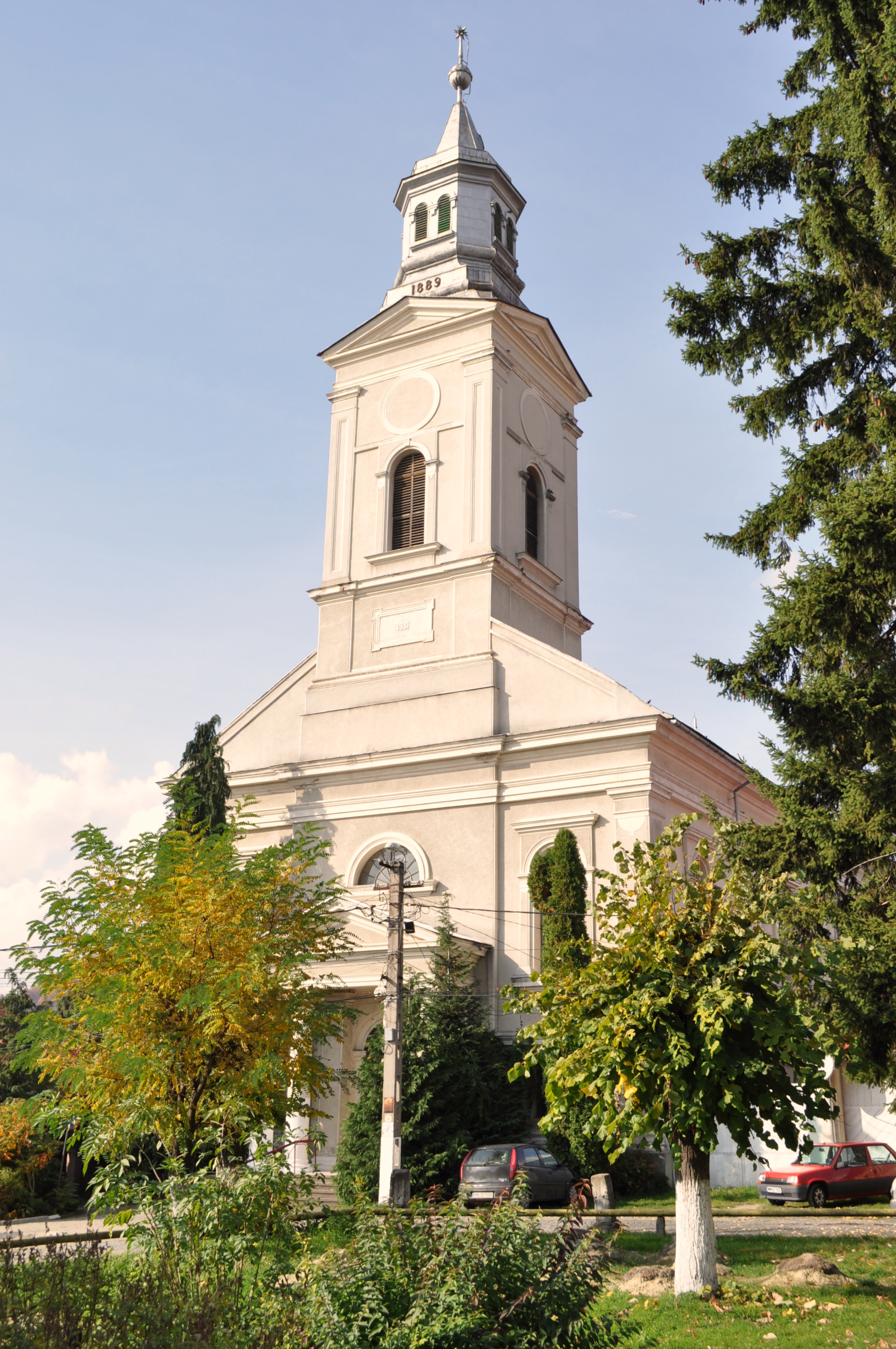
Biserica reformată (monument istoric)
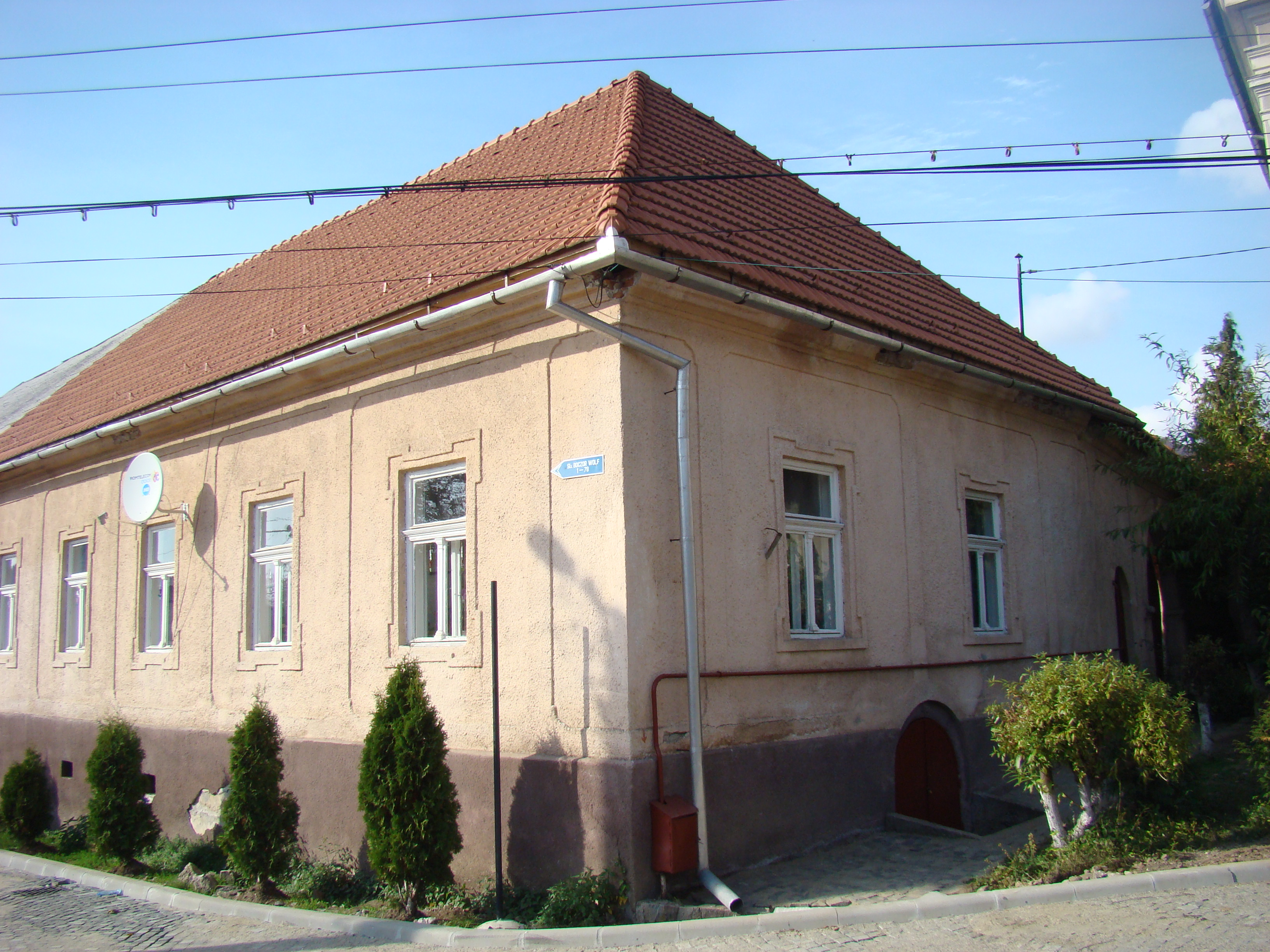
Casa parohială a bisericii reformate (monument istoric)
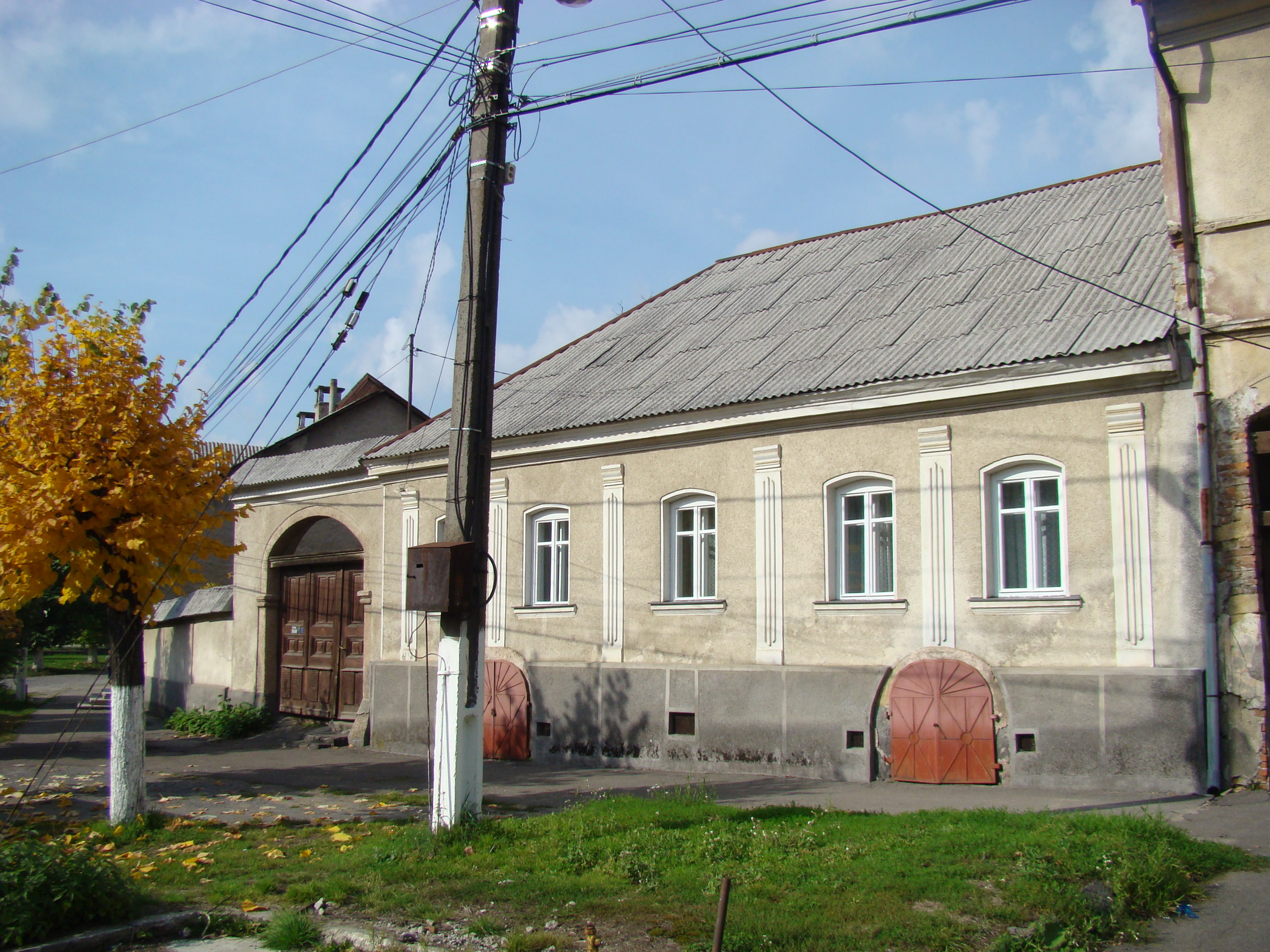
Casa Füstös (monument istoric)
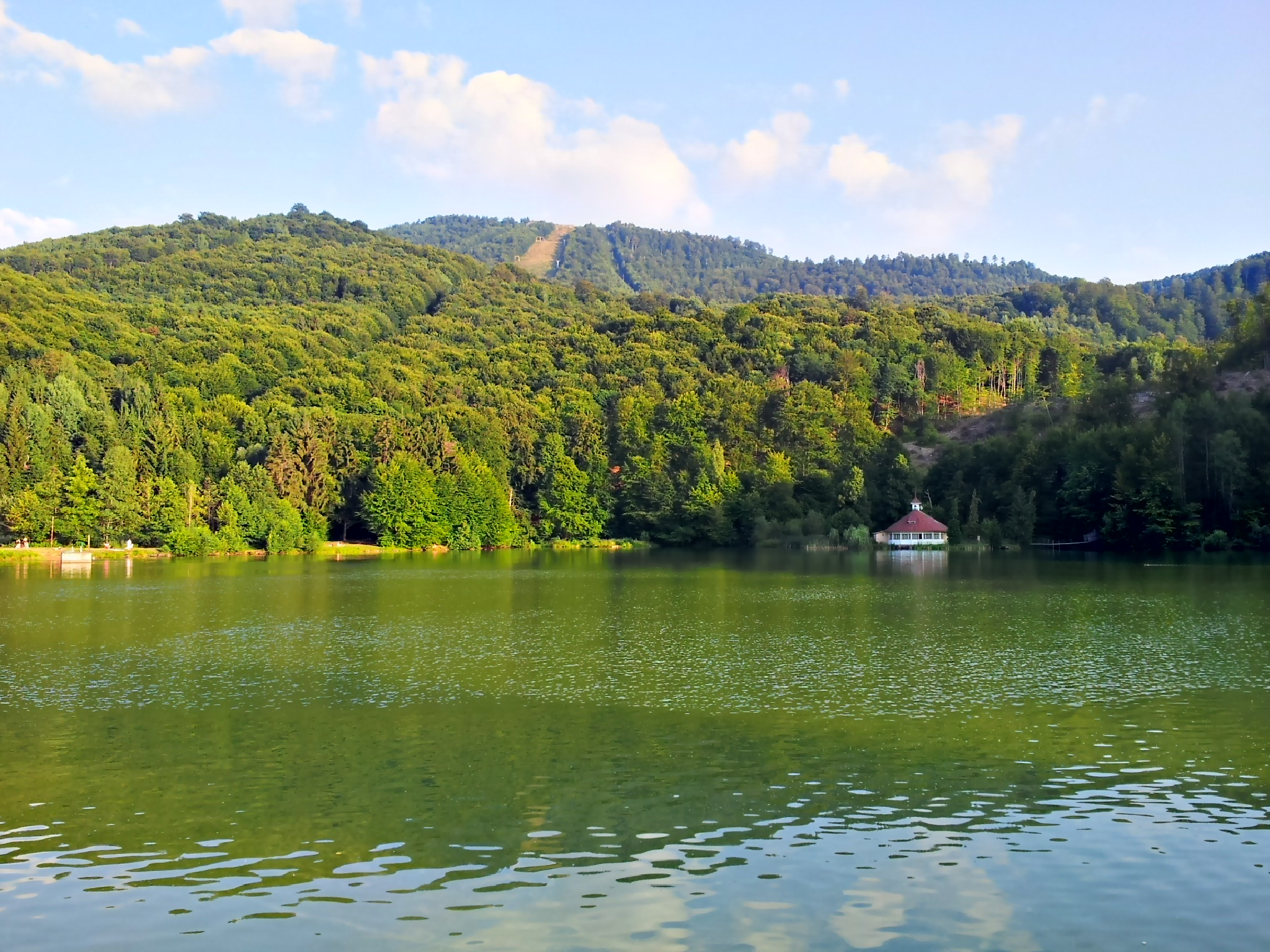
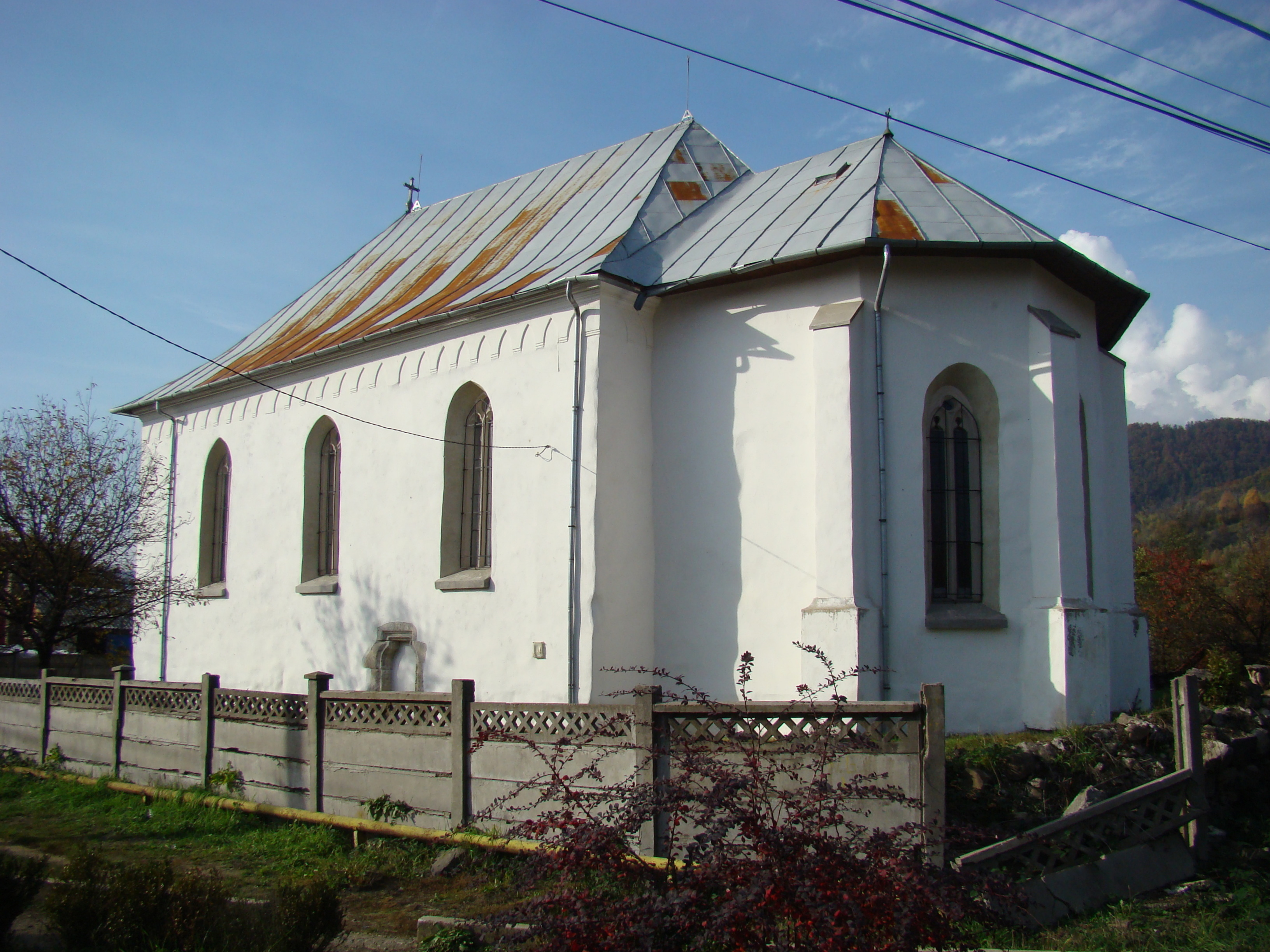
Biserica romano catolică „Tăierea Capului Sfântului Ioan", sat aparținător Tăuții de Sus (monument istoric)
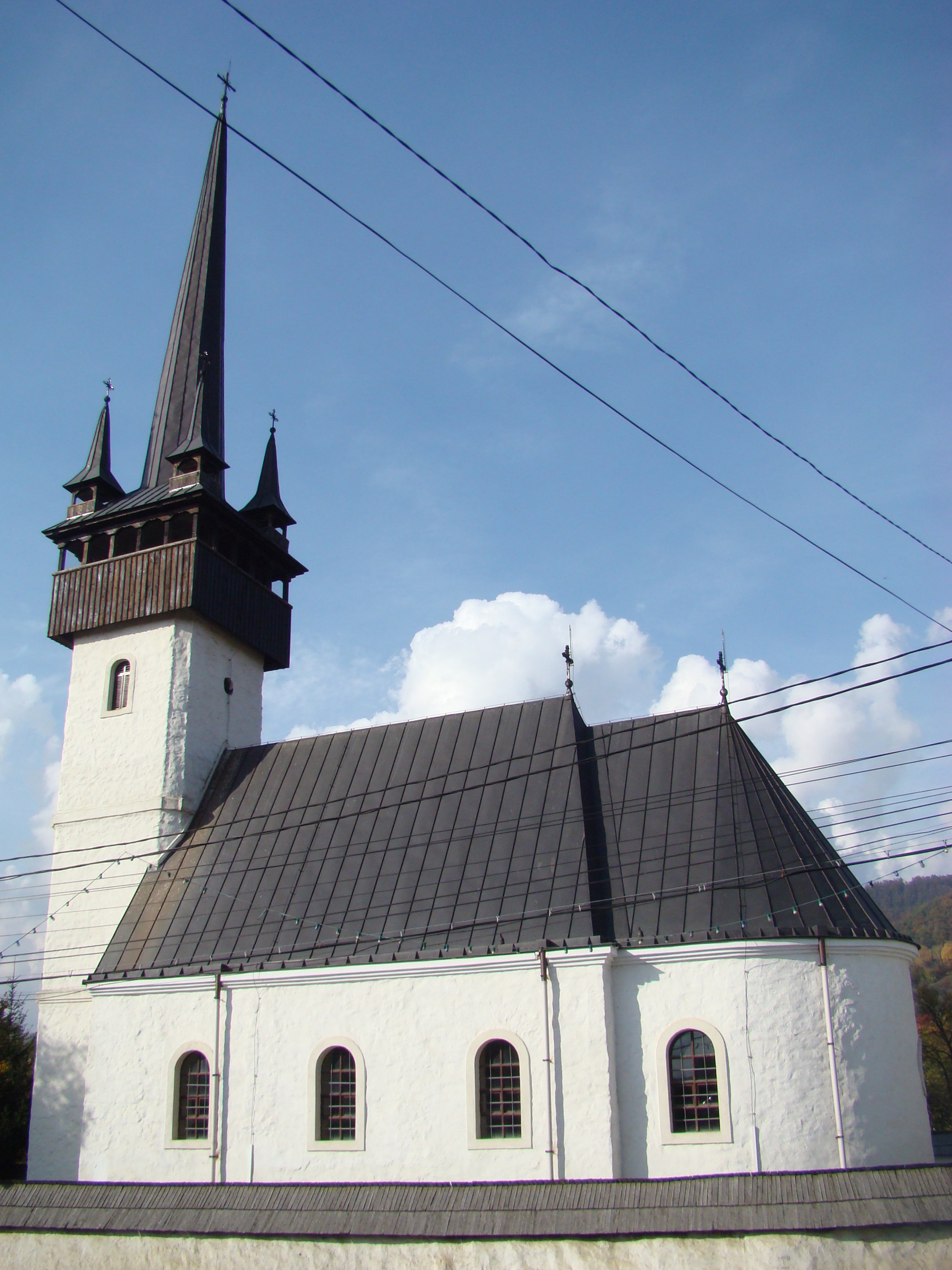
Biserica de piatră „Sfinții Apostoli Petru și Pavel" (fostă greco-catolică), sat aparținător Tăuții de Sus (monument istoric)
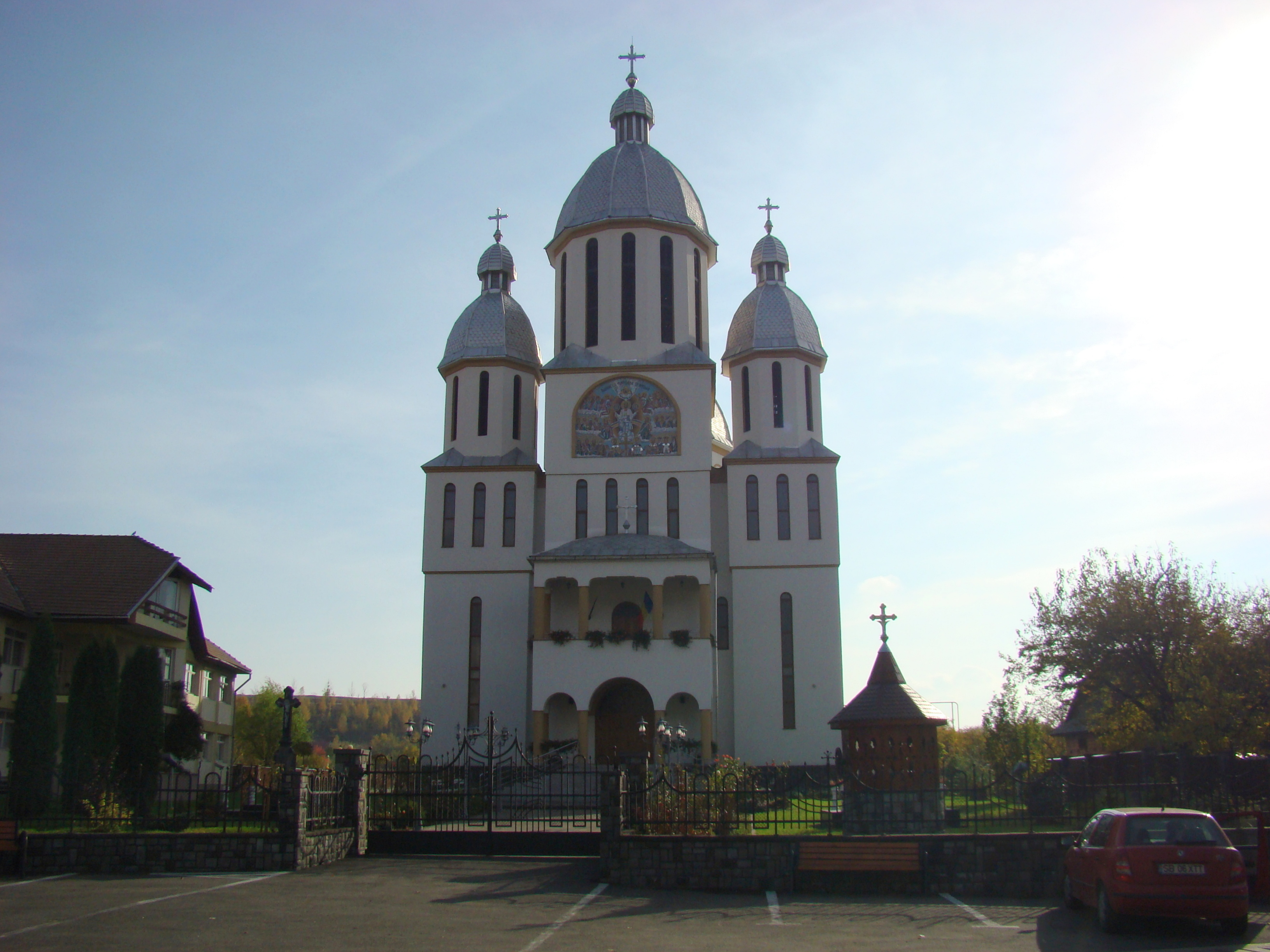
Biserica Duminica Tuturor Sfinților din Tăuții de Sus
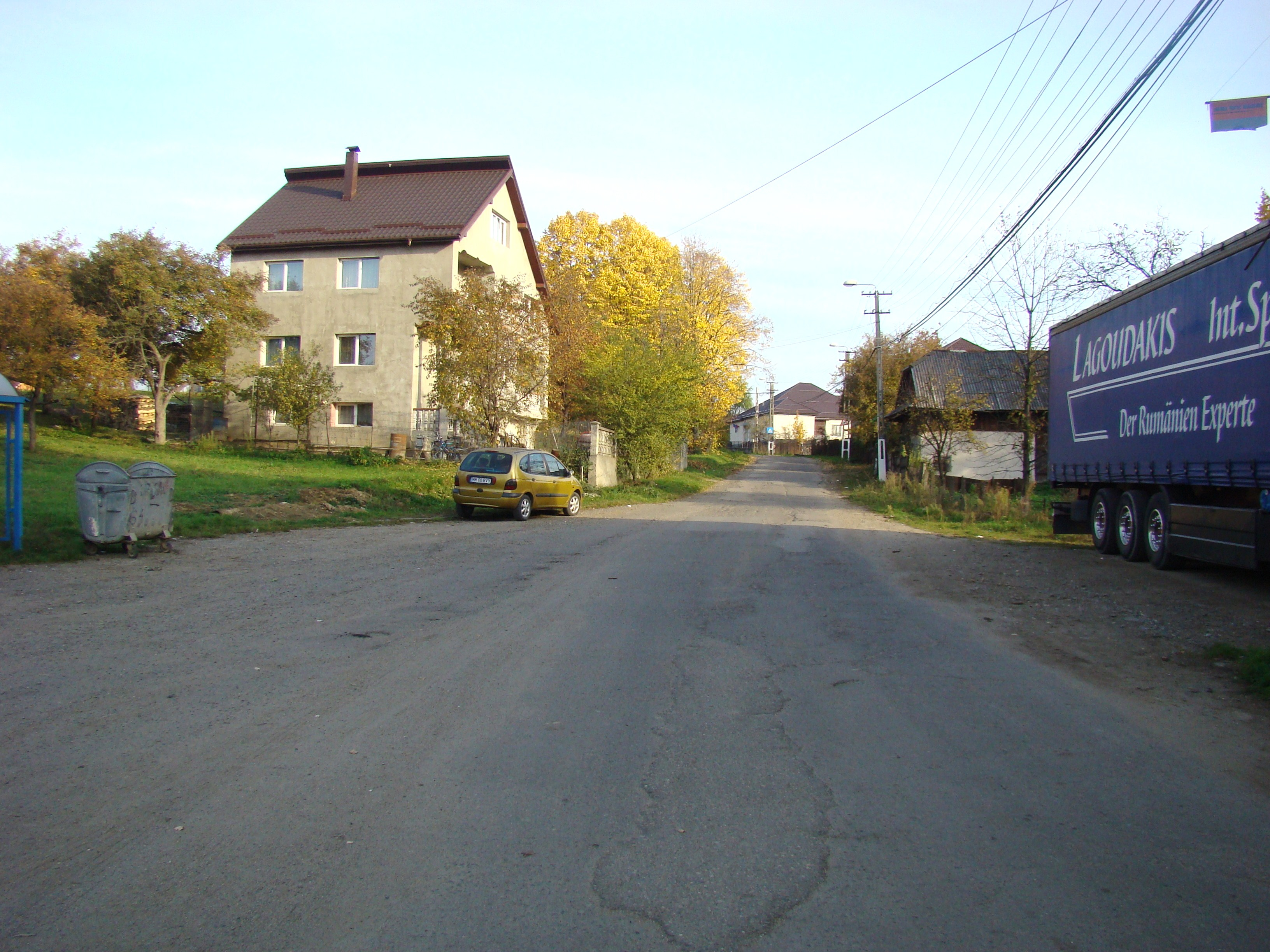
Satu Nou de Sus
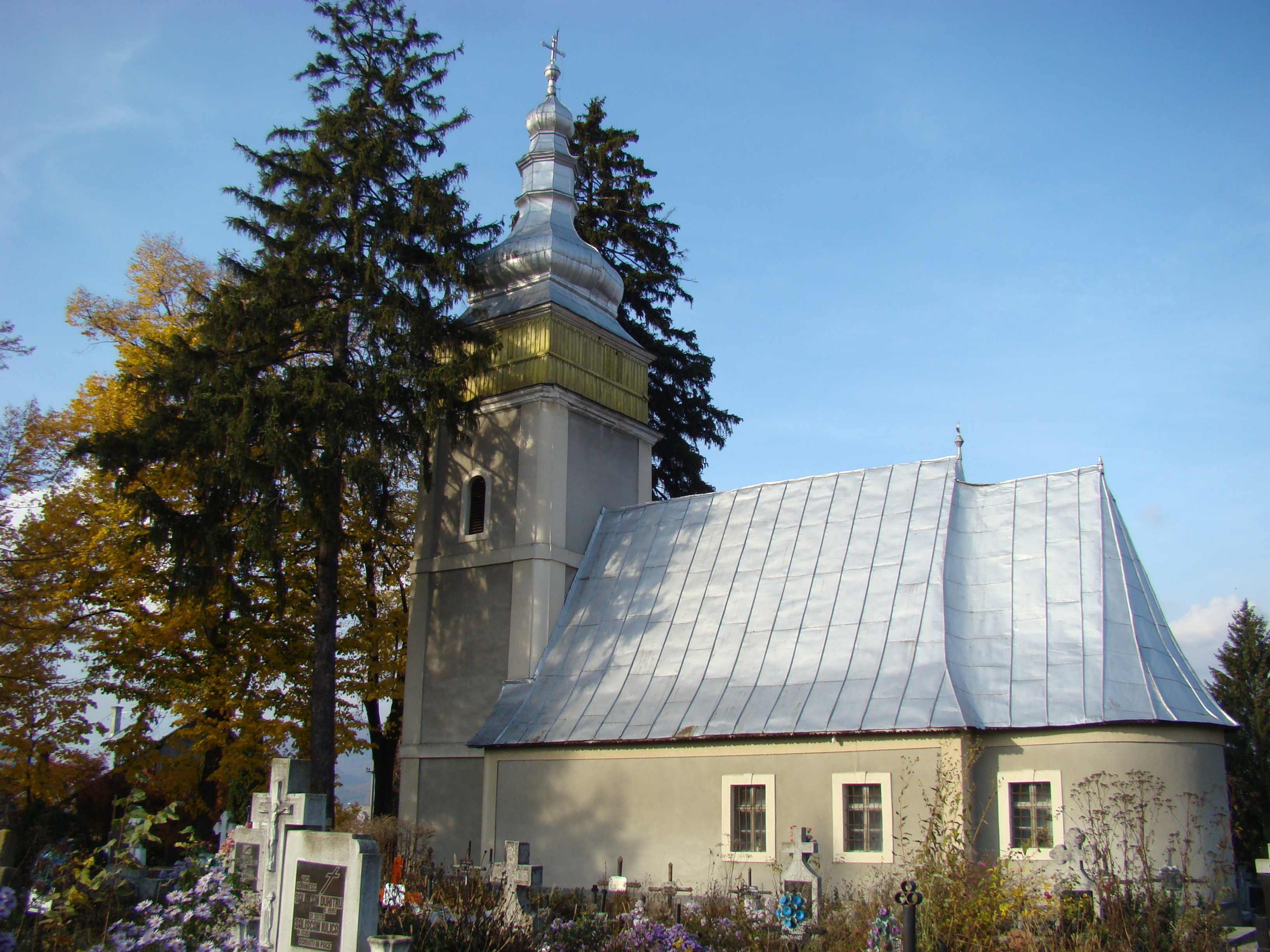
Biserica „Sfinții Arhangheli Mihail și Gavril", sat aparținător Satu Nou de Sus (monument istoric)
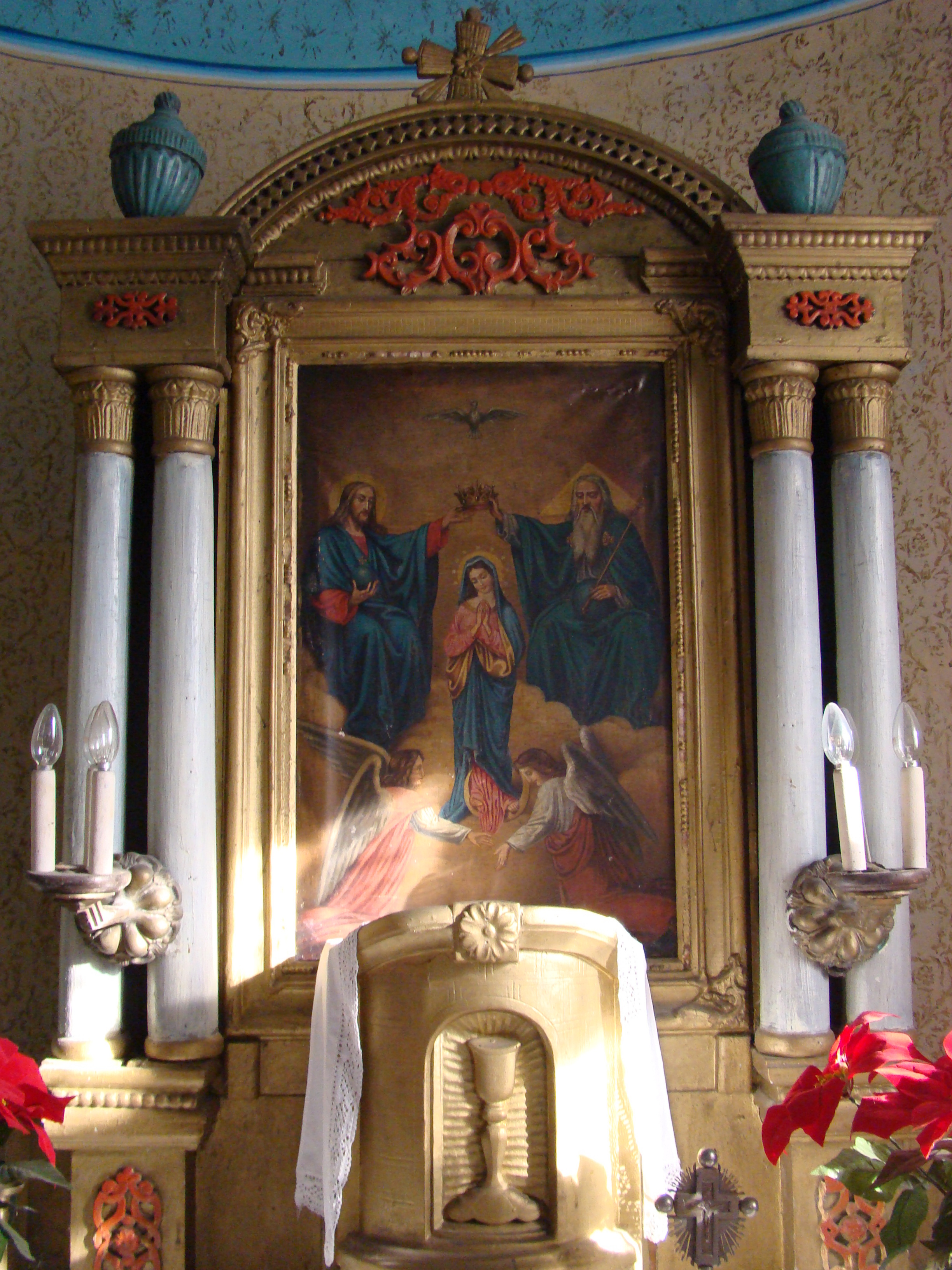
Altarul
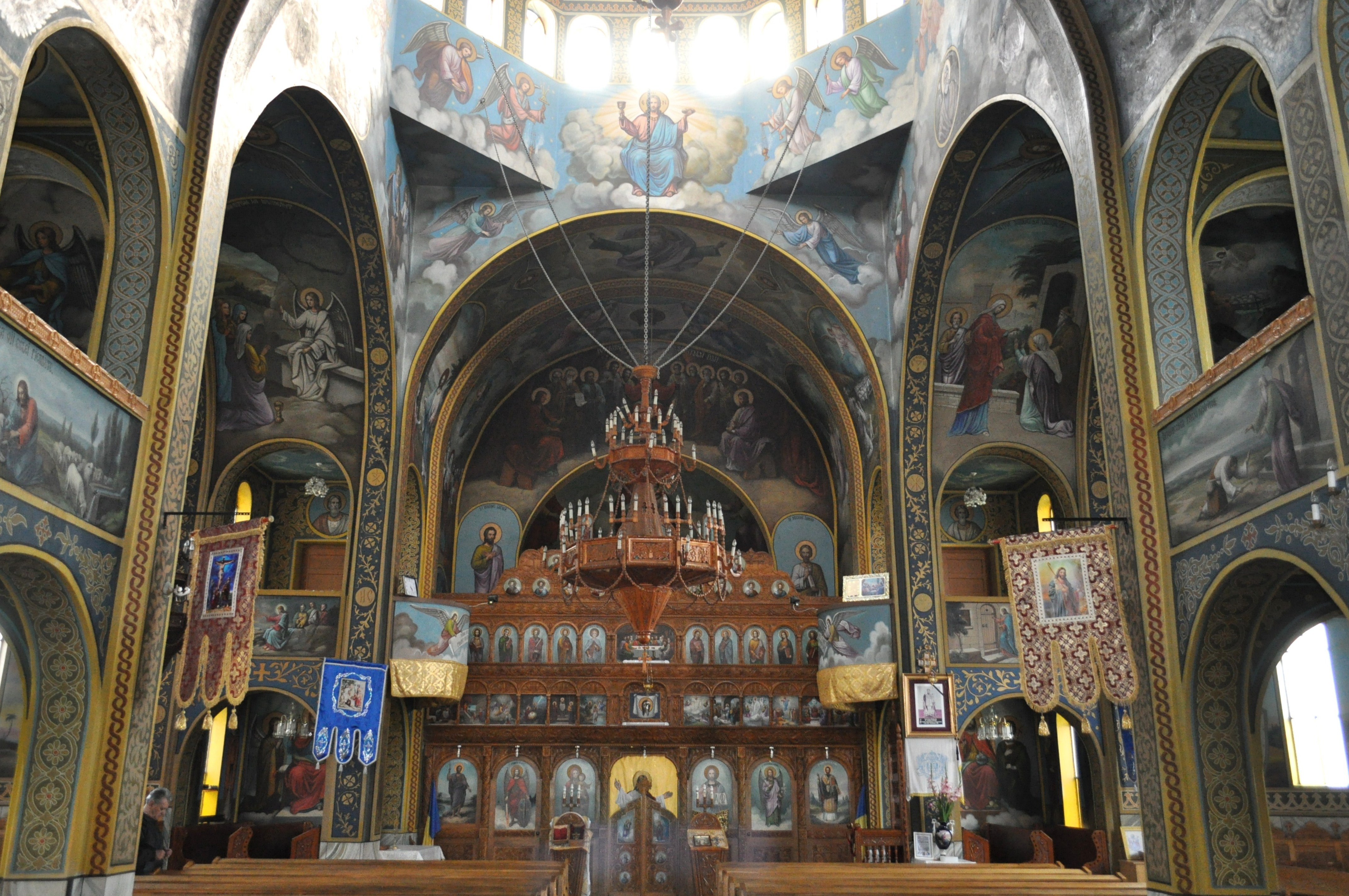
Biserica ortodoxă